# Baby (песня Clean Bandit)
«Baby» ― сингл британской электронной музыкальной группы Clean Bandit при участии Марины Диамандис и Луиса Фонси. Он выпущен в качестве шестого сингла со второго альбома Clean Bandit, What Is Love?, 2 ноября 2018 года. Сингл также включен в четвертый студийный альбом Диамандис, Love + Fear.

## Продвижение
29 октября 2018 года группа объявила о выпуске сингла в Twitter и поделилась его обложкой. 2 ноября 2018 года группа выступила на BBC Two в программе Strictly Come Dancing: It Takes Two.

## Критика
Майк Уасс из журнала Idolator назвал песню «знойным фейерверком, который уже звучит как хит», сказав, что Марина соблазнительно воркует на фоне соблазнительных, латиноамериканских хаус-ритмов. Журнал Billboard назвал «Baby» треком, наполненным фламенко, полагая, что строки Фонси на испанском языке придает ему характерную латинскую привлекательность.

## Музыкальное видео
Clean Bandit также опубликовали клип на YouTube 2 ноября 2018 года, в котором показана свадьба. В видео снялись Фонси, Марина и австралийская певица Старли. В музыкальном видео Марина играет подругу невесты (Грейс Чатто), которая стала свидетельницей прошлого романа между ней и другой женщиной (Старли) в летнем лагере.

## Трек-лист
- Digital download

1. "Baby" – 3:25

- Digital download – acoustic[8]

1. "Baby" (acoustic) – 3:37

- Digital download – remixes[9]

1. "Baby" (Martin Jensen remix) – 3:02
2. "Baby" (Sammy Porter remix) – 3:28

## Чарты
| Чарт(2018–2019)                            | Высшая позиция |
| ------------------------------------------ | -------------- |
| Бельгия/Фландрия (Ultratip Bubbling Under) | 5              |
| Бельгия/Фландрия (Ultratop Dance)          | 32             |
| Бельгия/Валлония (Ultratip Bubbling Under) | 17             |
| Бельгия/Валлония (Ultratop Dance)          | 11             |
| Bulgaria (PROPHON)                         | 2              |
| СНГ (TopHit)                               | 4              |
| Croatia (HRT)                              | 11             |
| Чехия (Rádio — Top 100)                    | 38             |
| Greece (IFPI)                              | 51             |
| Венгрия (Dance Top 40)                     | 10             |
| Венгрия (Single Top 40)                    | 29             |
| Iceland (Tonlist)                          | 5              |
| Ireland (IRMA)                             | 39             |
| Israel (Media Forest)                      | 1              |
| Lebanon (Lebanese Top 20)                  | 16             |
| Lithuania (AGATA)                          | 69             |
| Mexico Airplay (Billboard)                 | 5              |
| Нидерланды (Dutch Top 40)                  | 21             |
| New Zealand Hot Singles (RMNZ)             | 20             |
| Romania (Airplay 100)                      | 30             |
| Россия (TopHit)                            | 4              |
| Шотландия (OCC Scotland)                   | 6              |
| Serbia (Radiomonitor)                      | 2              |
| Словакия (Rádio — Top 100)                 | 11             |
| Словакия (Singles Digitál Top 100)         | 100            |
| Slovenia (SloTop50)                        | 23             |
| Великобритания (OCC UK Singles)            | 15             |
| США (Billboard Hot Dance/Electronic Songs) | 13             |

| Чарт(2019)                                | Позиция |
| ----------------------------------------- | ------- |
| CIS (Tophit)                              | 121     |
| Hungary (Dance Top 40)                    | 47      |
| Russia Airplay (Tophit)                   | 127     |
| Slovenia (SloTop50)                       | 34      |
| US Hot Dance/Electronic Songs (Billboard) | 53      |

## Сертификации
| Регион                                                                      | Сертификация | Продажи |
| --------------------------------------------------------------------------- | ------------ | ------- |
| Великобритания (BPI)                                                        | Золотой      | 400 000 |
| Данные о продажах + прослушиваниях приведены только на основе сертификации. |              |         |